# Дакота Ґойо
Дакота Ейвері Ґойо (англ. Dakota Avery Goyo; нар. 22 серпня 1999, Торонто, Канада) — канадський актор, відомий за ролями Макса Кентона у фільмі «Реальна сталь» та юного Тора у стрічці «Тор».

## Біографія
Дакота народився у Торонто, Онтаріо, у сім'ї Девіда і Дебри Ґойо, колишньої моделі і співачки, яка займається його кар'єрою. У нього також є два старші брати — Девон і Даллас.

## Фільмографія
| Рік  |    | Українська назва                                               | Оригінальна назва                    | Роль                 |
| ---- | -- | -------------------------------------------------------------- | ------------------------------------ | -------------------- |
| 2005 | с  | Цирк ДжоДжо (JoJo's Circus)                                    | англ. JoJo's Circus                  | «Парад Подяки» голос |
| 2006 | тф | Ультра                                                         | Ultra                                | Бретт                |
| 2007 | ф  | Воскрешаючи чемпіона (Resurrecting the Champ)                  | англ. Resurrecting the Champ         | Тедді Кернан         |
| 2007 | ф  | Арифметика емоцій (Emotional Arithmetic)                       | англ. Emotional Arithmetic           | Тіммі Вінтерс        |
| 2008 | мс | Супер чому! (Super Why!)                                       | англ. Super Why!                     | малюк                |
| 2009 | тф | Рішення Чарлі                                                  | англ. Solving Charlie                | Чарлі Хадсон II      |
| 2009 | ф  | Захесник                                                       | англ. Defendor                       | Джек Картер          |
| 2009 | тф | Таємниця мого сусіда (My Neighbor's Secret)                    | англ. My Neighbor's Secret           | Остін Хест           |
| 2009 | с  | Той, хто читає думки                                           | англ. The Listener                   | Нікі                 |
| 2009 | с  | Розслідування Мердока                                          | англ. Murdoch Mysteries              | Елвін Джонс          |
| 2010 | с  | Щасливе місто (Happy Town (TV series))                         | Happy Town                           | Молодий Томмі Конрой |
| 2010 | мс | Артур                                                          | англ. Arthur                         | Тіммі                |
| 2011 | ф  | Тор                                                            | англ. Thor                           | юний Тор             |
| 2011 | ф  | Реальна сталь                                                  | англ. Real Steel                     | Макс Кентон          |
| 2011 | с  | Р. Л. Година полювання Стайна (R.L. Stine's The Haunting Hour) | англ. R.L. Stine's The Haunting Hour | Джош                 |
| 2012 | мф | Вартові легенд                                                 | англ. Rise of the Guardians          | Джеймі               |
| 2014 | ф  | Опівнічне сонце                                                | англ. Midnight Sun                   | Люк                  |
| 2014 | ф  | Ной                                                            | англ. Noah                           | юний Ной             |

## Нагороди та номінації
| Нагорода           | Рік  | Категорія                                                                  | Результат | Робота               |
| ------------------ | ---- | -------------------------------------------------------------------------- | --------- | -------------------- |
| Young Artist Award | 2008 | за найкращу гру у художній стрічці — Молодим акторам віком до десяти років | Номінація | Воскрешаючи чемпіона |